# Faraba (Kati)
Faraba, o Tiakadougou-Faraba, es una localidad y comuna del círculo de Kati, región de Kulikoró, Malí. Su población era de 9.577 habitantes en 2009. 
Al oeste limita con la comuna rural de Kourouba, y un río la separa de la vecina comuna de Tiakadougou-Dialakoro, sobre el cual en 2009 se inauguró un puente de 12 metros de longitud.
Las localidades que integran la comuna de Faraba son, además de la localidad de ese nombre, Tiemegola, Tounoufou, Sicoro, Dagabo y Darakoro.